# Покровка (Лужский район)
Покровка — деревня в Мшинском сельском поселении Лужского района Ленинградской области.

## История
Деревня Покровка упоминается на карте Санкт-Петербургской губернии Ф. Ф. Шуберта 1834 года.

ПОКРОВСКА — деревня принадлежит Кругликовой, подполковнице, число жителей по ревизии: 32 м. п., 32 ж. п. (1838 год)

Деревня Покровка отмечена на карте профессора С. С. Куторги 1852 года.

ПОКРОВКА — деревня наследников Кругликовых, по почтовому тракту, число дворов — 19, число душ — 43 м. п. (1856 год)

ПОКРОВКА — деревня владельческая при колодце, число дворов — 15, число жителей: 42 м. п., 56 ж. п. (1862 год)

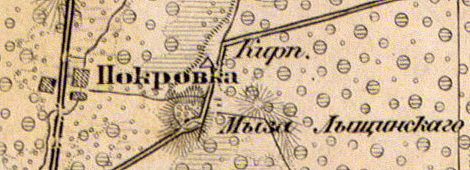
Деревня Покровка на карте 1863 года

Согласно карте 1863 года, близ деревни находились: кирпичный завод и мыза Лещинского.
В XIX — начале XX века деревня административно относилась к Рождественской волости 3-го земского участка 2-го стана Царскосельского уезда Санкт-Петербургской губернии.
По данным «Памятной книжки Санкт-Петербургской губернии» за 1905 год, деревня Покровка входила в Ящерское сельское общество.
С 1917 по 1922 год деревня Покровка входила в состав Покровского сельсовета Рождественской волости Детскосельского уезда.
С 1922 года, в составе Ящерского сельсовета.
С 1923 года, в составе Гатчинского уезда.
С августа 1927 года, в составе Лужского района.
В 1928 году население деревни Покровка составляло 193 человека.
С января 1932 года, в составе Красногвардейского района.
По данным 1933 года деревня называлась Покровки и входила в состав Ящерского сельсовета Красногвардейского района.
Деревня была освобождена от немецко-фашистских оккупантов 3 февраля 1944 года.
С июня 1954 года, в составе Сорокинского сельсовета Гатчинского района.
В 1958 году население деревни Покровка составляло 37 человек.
С июля 1959 года, в составе Мшинского сельсовета Гатчинского района.
С февраля 1963 года, в составе Мшинского сельсовета Лужского района.
По данным 1966, 1973 и 1990 годов деревня Покровка также входила в состав Мшинского сельсовета Лужского района.
В 1997 году в деревне Покровка Мшинской волости проживали 13 человек, в 2002 году — 29 человек (русские — 90 %).
В 2007 году в деревне Покровка Мшинского СП проживали 13 человек.

## География
Деревня расположена в северной части района на автодороге Р23 «Псков» (E 95, Санкт-Петербург — граница с Белоруссией).
Расстояние до административного центра поселения — 16 км.
Расстояние до ближайшей железнодорожной платформы Дивенская — 9 км.
Через деревню протекает река Большая Канава.

## Демография
| 1838 | 1862 | 1928 | 1958 | 1997 | 2007 | 2010 |
| ---- | ---- | ---- | ---- | ---- | ---- | ---- |
| 64   | ↗98  | ↗193 | ↘37  | ↘13  | →13  | ↗16  |
| 2017 |      |      |      |      |      |      |
| ↗22  |      |      |      |      |      |      |